# Uladzimir Kavalënak
Uladzimir Vasil'evič Kavalënak (in bielorusso Уладзі́мір Васі́льевіч Кавалёнак?, in russo Влади́мир Васи́льевич Ковалёнок?; Beloye, 3 marzo 1942) è un cosmonauta sovietico.
Fu uno dei primi cosmonauti sovietici originari della Bielorussia. Entrò nel programma spaziale sovietico il 5 luglio 1967 e fu comandante di 3 missioni. Si è ritirato il 23 giugno 1984. Ha effettuato le missioni Sojuz 25, Sojuz 29 e Sojuz T-4.